# Шахтинський
Ша́хтинський (рос. Шахтинский) — селище у складі Верхньобуреїнського району Хабаровського краю, Росія. Знаходиться у міжселенній території.

## Населення
Населення — 74 особи (2010; 95 у 2002).
Національний склад (станом на 2002 рік):
- евенки — 42 %
- евени — 36 %